# Narragansett (volk)

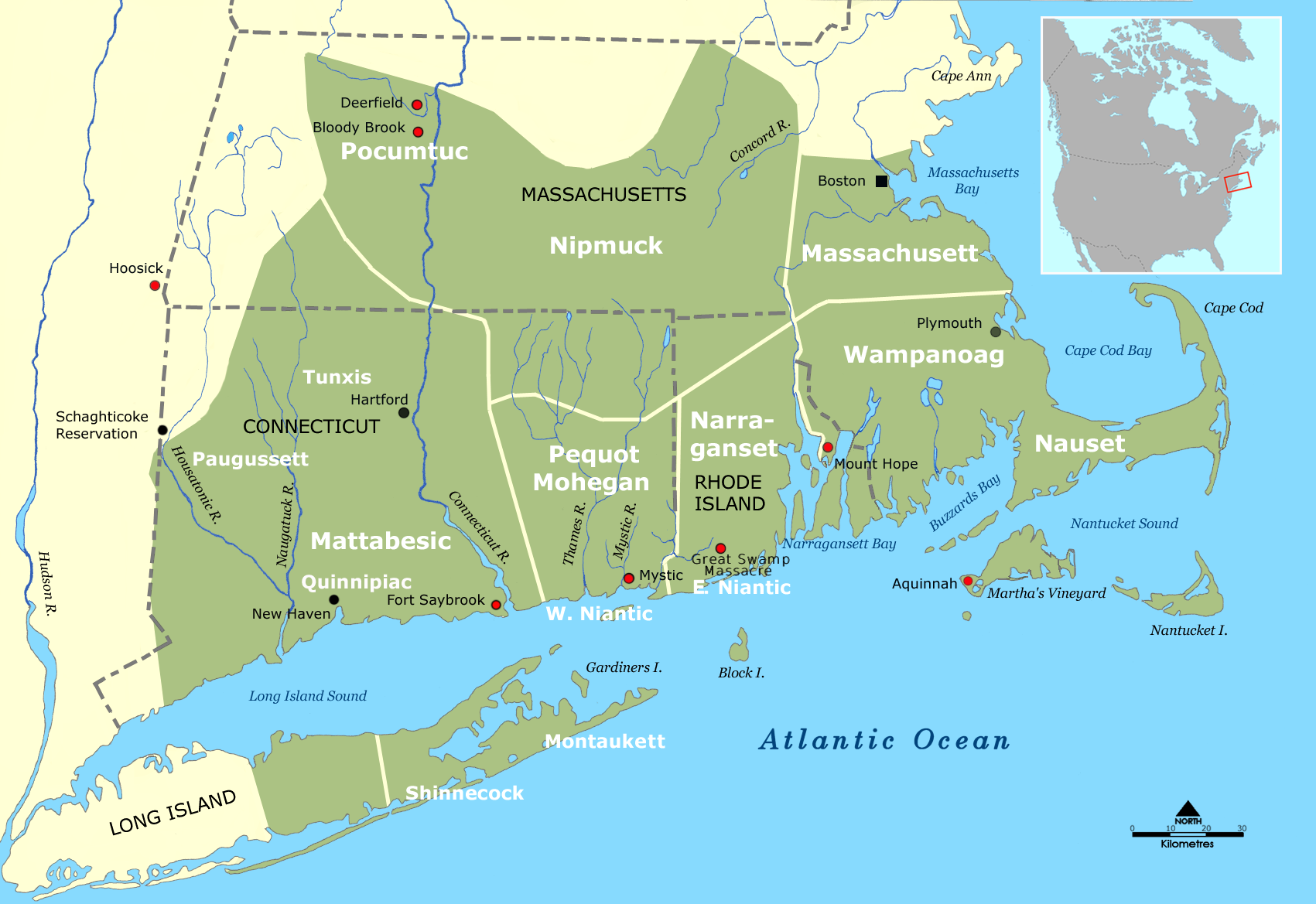
Narragansett is een stam uit het gebied Narragansett Bay

Narragansett is een inheemse stam uit de Verenigde Staten. Het gaat hier om een verbasterde benaming; het is een Engelse verbastering van de naam waarmee dit volk zichzelf oorspronkelijk aanduidt, dat is Nahahiganseck of Nanigansek ; dit betekent "Volk van het kleine, smalle landpunt". De Nederlanders gebruikten de verkorte naam Nahican.
Zij komen uit het gebied Narragansett Bay en het westen van Rhode Island. Er waren waarschijnlijk meer dan 10.000 Narragansett in 1610, maar tegen 1674 was dit aantal gedaald naar circa 5.000.
De Narragansett verloren bijna 20% van hun bevolking tijdens een veldslag met de Engelsen in december 1675. Door afslachting en hongersnood kwamen al snel de meeste anderen om. Tegen 1682 waren er nog maar 500 Narragansett over. Zij mochten zich met de Oostelijke Niantic vestigen in een reservaat bij Charlestown, Rhode Island. Ondanks behoorlijke interraciale vermenging zijn de Narragansett er toch in geslaagd hun reservaat, organisatie en populatie te behouden. Zij zijn federaal erkend sinds 1983, de populatie bestaat op dit moment uit 2400 leden die geregistreerd staan en zij leven allen op Rhode Island als de Nahahiganseck Sovereign Nation.
Ze spreken een Algonkin-dialect net als de Pequot, Mohegan, Niantic en Montauk indianenstammen.

## Sub-stammen
Confederatie van Narragansett: Aquidneck, Chaubatick, Maushapoque, Mittaubscut, Narragansett, Pawchauquet, Pawtuxetm Ponaganset, en Shanomet stammen.

## Bondgenoten of onderworpen volken
Coweset (Nipmuc), Oostelijke Niantic, Mannisean (Block Island Indians), en na 1653, de Metoac van Long Island.

## Cultuur
Oost bosland. Goed georganiseerd met een centrale overheid, werden de Narragansett geregeerd door 8 erfelijke Sachems die ieder verantwoordelijkheid aflegden aan het grote Sachem, die normaal gesproken in het grootste dorp leefde. Hun dorpen met medium grote longhouses waren meestal zwaar versterkt en hun locatie was op een van de eilanden van Narragansett Bay. Zij verbouwden intensief maïs, bonen en squash op grote velden. Zij konden goed overweg met de kano en hun dieet werd uitgebreid met de vangsten uit de jacht, de visvangst en ander voedsel uit de zee.